# Canterbury United Football Club
Actualités
Canterbury United FC est un club néo-zélandais de football basé à Christchurch et évoluant dans le Championnat de Nouvelle-Zélande de football. L'équipe joue la plupart de ses matchs au English Park de Christchurch, bien qu'ils jouent occasionnellement à Nelson.

## Histoire
Le club a été fondé en 2002 en tant que conglomérat de divers clubs de la région de Christchurch afin de former une équipe forte pour participer à la Ligue de football nationale de la Nouvelle-Zélande de 2002.
En 2004, la Ligue a été remplacée par le Championnat de football néo-zélandais, dirigée par une franchise régionale et Canterbury United est devenue l'une des huit équipes concurrentes.